# Qiao Hong
Qiao Hong, född 21 november 1968 i Zhengzhou i Kina, är en kinesisk bordtennisspelare som tog individuellt OS-silver i Barcelona år 1992 och lyckades ta OS-brons fyra år senare. Hon har även vunnit två olympiska guldmedaljer i dubbel tillsammans med Deng Yaping: damdubbel 1992 och damdubbel 1996.